# Ben Amos
Benjamin Paul "Ben" Amos (Macclesfield, 1990. április 10. –) angol labdarúgó, a Port Vale játékosa.

## Pályafutása
Amos 11 évesen hagyta el a Crewe Alexandrát, majd a Manchester Unitedhez szerződött. A United U18-as csapatában 2005. november 8-án mutatkozhatott be, amikor egy Bolton Wanderers elleni meccsen csereként váltotta Daniel Rose-t Ron-Robert Zieler kiállítását követően. A találkozó 2–0-s boltoni sikerrel zárult. A 2005–06-os szezon további részében leginkább csak a cserepadon ült, de a következő idényben már rendszeresen ő védhette az ifik kapuját. 2006 nyarán szerződést is kapott.
A 2007–08-as szezonban is megtartotta helyét az akadémiai csapatban és olyan jól teljesített, hogy 2008 nyarán a United magával vitte dél-afrikai túrájára, bár ott nem védhetett. Visszafelé a csapat megállt Nigériában, hogy a Portsmouth ellen is játsszon egy barátságos meccset. A mérkőzés 76. percében Amos csereként váltotta Tomasz Kuszczakot. 2008. szeptember 23-án debütált tétmeccsen. A Middlesbrough ellen 3–1-re megnyert Ligakupa-meccsen végig a kapuban állt.
Ben Foster sérülése miatt ő is elutazott a Manchester Uniteddel a 2008-as klubvilágbajnokságra, melyet csapata meg is nyert.

## Sikerei, díjai

### Manchester United
- FIFA-klubvilágbajnok: 2008